# Powiat Lubaczowski
Der Powiat Lubaczowski ist ein Powiat (Kreis) in der polnischen Woiwodschaft Karpatenvorland. Der Powiat hat eine Fläche von 1308,37 km², auf der etwa 57.000 Einwohner leben.

## Gemeinden
Der Powiat umfasst acht Gemeinden, davon eine Stadtgemeinde, drei Stadt-und-Land-Gemeinden sowie vier Landgemeinden.

### Stadtgemeinde
- Lubaczów

### Stadt-und-Land-Gemeinden
- Cieszanów
- Narol
- Oleszyce

### Landgemeinden
- Horyniec-Zdrój
- Lubaczów
- Stary Dzików
- Wielkie Oczy